# Shot Me Down
A Shot Me Down a francia house-zenei producer és DJ David Guetta dala, Skylar Grey amerikai énekesnő énekével.
A dal 2014. január 20-án jelent meg digitális letöltésként. David Guetta és Giorgio Tuinfort készítette, további producere Ralph Wegner. A dal a francia kislemezlistán a hatodik helyezést érte el, miközben Belgiumban, az Egyesült Királyságban, Írországban, Dániában, Magyarországon és Ausztráliában a top 10-ben, valamint Németországban, Spanyolországban és Olaszországban a top 20-ban szerepelt.
A dal eredeti változatát – Bang Bang (My Baby Shot Me Down) – Cher adta ki 1966-ban, és ugyanebben az évben Nancy Sinatra is feldolgozta.

## Fordítás
Ez a szócikk részben vagy egészben  a   Shot Me Down című angol Wikipédia-szócikk ezen változatának fordításán alapul.  Az eredeti cikk szerkesztőit annak laptörténete sorolja fel. Ez a jelzés csupán a megfogalmazás eredetét és a szerzői jogokat jelzi, nem szolgál a cikkben szereplő információk forrásmegjelöléseként.